# Mackville
La ville américaine de Mackville est située dans le comté de Washington, dans l’État du Kentucky. Sa population s’élevait à 222 habitants lors du recensement de 2010, estimée à 227 habitants en 2016.

## Histoire
Mackville a été établie en 1818 sous le nom de Maxville. Elle a été nommée d’après le capitaine John McKittrick, un vétéran de la guerre d’indépendance qui possédait le terrain sur lequel la localité a été fondée. Le nom actuel date de 1826, date à laquelle un bureau de poste a ouvert.